# Rhombodera atricoxis
Rhombodera atricoxis är en bönsyrseart som beskrevs av Wood-mason 1878. Rhombodera atricoxis ingår i släktet Rhombodera och familjen Mantidae.

## Underarter
Arten delas in i följande underarter:
- R. a. atricoxis
- R. a. grandis